# Kaffee

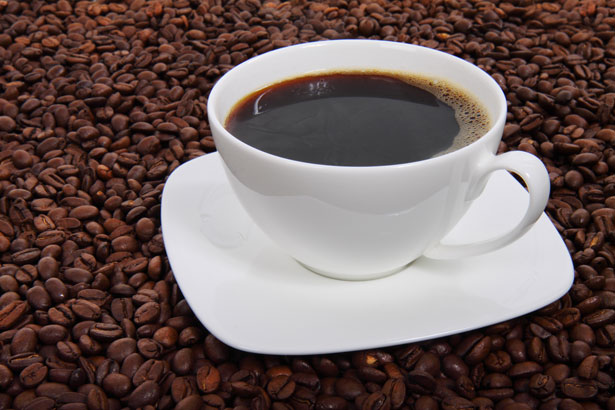
Eine Tasse Kaffee

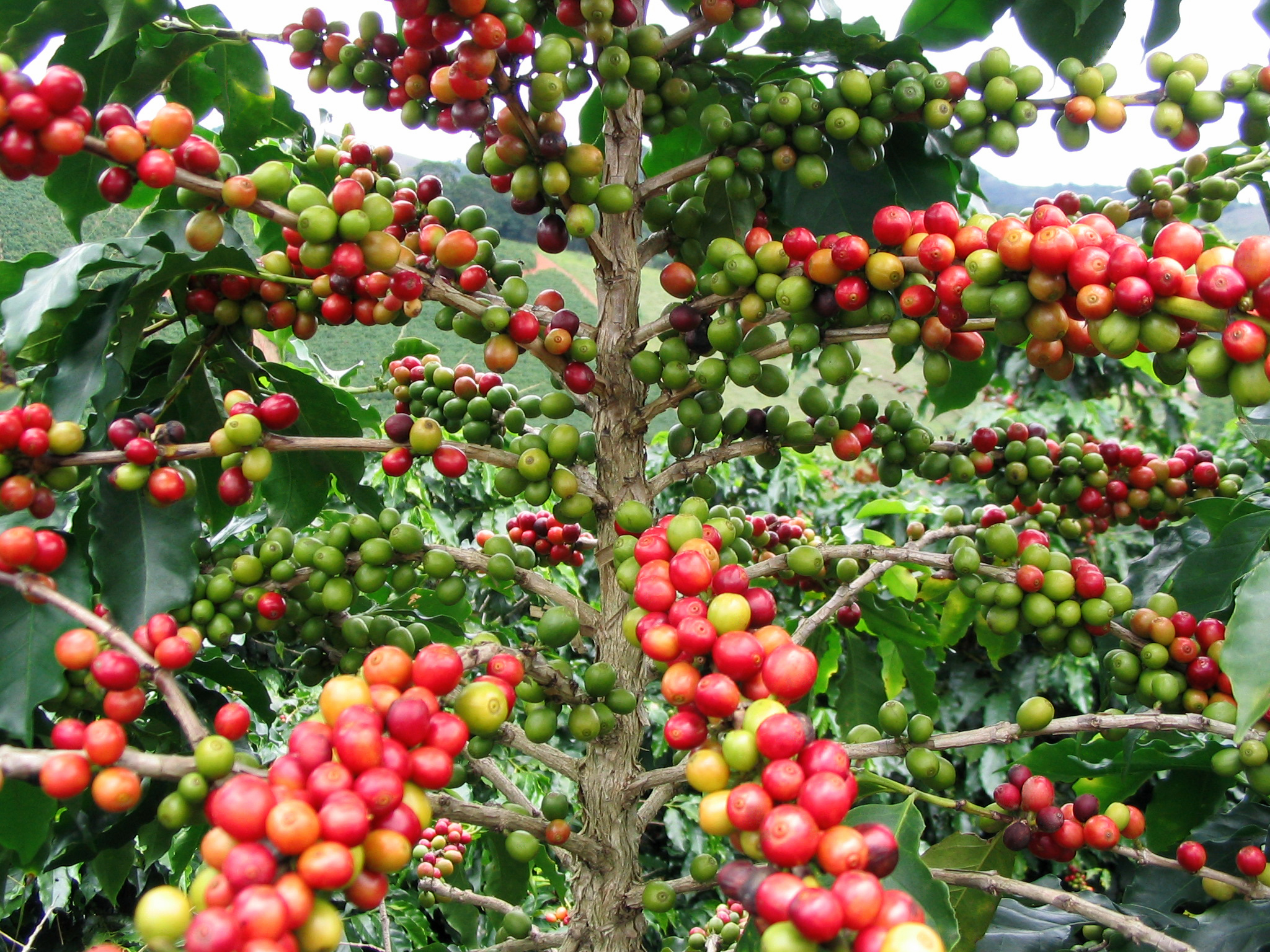
Kaffeebaum

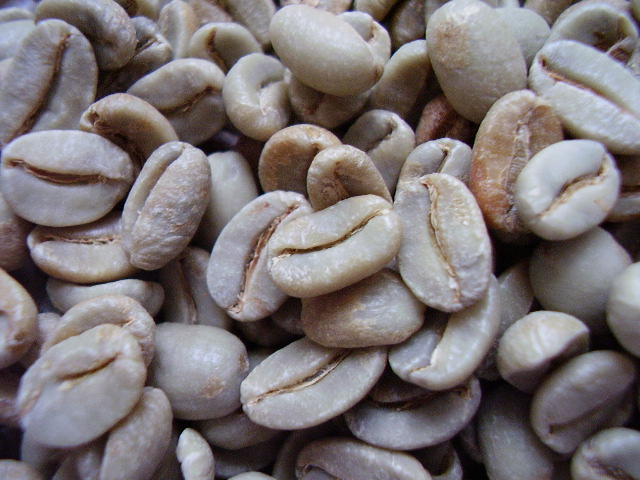
Rohe Kaffeebohnen

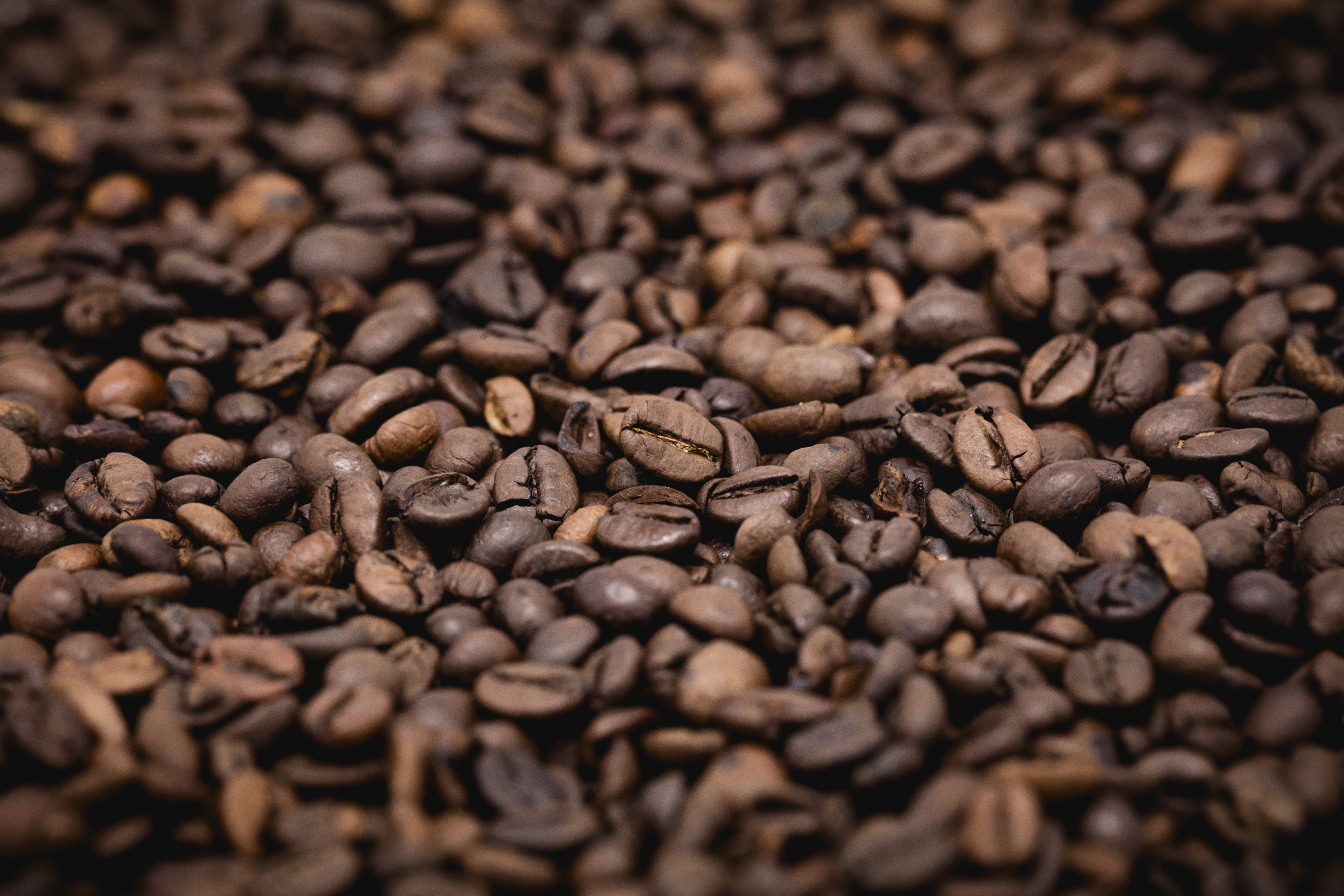
Geröstete Kaffeebohnen

Kaffee (Standardaussprache in Deutschland: [ˈkafeː]; in Österreich und in der Schweiz: [kaˈfeː] Anhörenⓘ; umgangssprachlich in Norddeutschland auch [ˈkafə] Anhörenⓘ; von arabisch قهوة qahwa für „anregendes Getränk“) ist ein je nach Röstgrad braunes bis schwarzes, psychotropes, diuretisch wirkendes, coffeinhaltiges Getränk, das aus gerösteten und gemahlenen Kaffeebohnen, den Samen der Frucht der Kaffeepflanze, und heißem bzw. kaltem Wasser hergestellt wird.
Röst- und Mahlgrad variieren je nach Zubereitungsart. Kaffee enthält das Vitamin Niacin. Die Bezeichnung „Bohnenkaffee“ bedeutet nicht, dass der Kaffee noch ungemahlen ist, sondern bezieht sich auf die Reinheit des Produkts (arabisch bunn بن „Kaffeebohnen“, amharisch ቡና bunaa „Kaffee“) und dient der Unterscheidung von Ersatzkaffee (aus Zichorien, Gerstenmalz usw.). Kaffee ist ein Genussmittel.
Die Kaffeebohnen werden aus Steinfrüchten verschiedener Pflanzenarten aus der Familie der Rubiaceae gewonnen. Die beiden wichtigsten Arten der Kaffeepflanze sind Coffea arabica (Arabica-Kaffee) und Coffea canephora (Robusta-Kaffee) mit vielen Sorten und Varietäten. Je nach Sorte und Anbauort gibt es unterschiedliche Qualitätsstufen. Kaffee wird in über 50 Ländern weltweit angebaut. Es existieren 124 wilde Kaffee-Arten, von denen etwa 60 % als gefährdet gelten.

## Gesundheitliche Wirkungen
Kaffee ist aufgrund seiner biologisch wirksamen Inhaltsstoffe Gegenstand zahlreicher medizinischer Studien. Eine umfassende Übersichtsarbeit von Poole et al. (2017) zeigte, dass moderater Kaffeekonsum (drei bis vier Tassen pro Tag) mit einem verringerten Risiko für Gesamtsterblichkeit (17 % niedriger als bei Nichttrinkern), kardiovaskuläre Sterblichkeit (19 % niedriger) sowie kardiovaskuläre Erkrankungen (15 % niedriger) assoziiert ist. Auch das Risiko bestimmter Krebsarten, neurologischer Erkrankungen, Stoffwechsel- und Lebererkrankungen scheint durch moderaten Kaffeegenuss gesenkt zu werden. Ein erhöhtes Risiko durch Kaffee konnte überwiegend nicht bestätigt werden, sofern ausreichend für Tabakkonsum kontrolliert wurde. Ausnahmen sind Schwangerschaftskomplikationen, darunter niedriges Geburtsgewicht, Frühgeburt und Schwangerschaftsverlust, sowie ein erhöhtes Frakturrisiko bei Frauen.
Eine weitere Übersichtsarbeit von O’Keefe et al. (2013) bestätigte, dass ein täglicher Konsum von etwa zwei bis drei Tassen Kaffee mit neutralen bis positiven Effekten auf die kardiovaskuläre Gesundheit einhergeht, insbesondere einer verringerten Inzidenz von Typ-2-Diabetes, Bluthochdruck, Adipositas, Depression und neurodegenerativen Erkrankungen. Der Einfluss auf das Lipidprofil hängt allerdings von der Art der Kaffeezubereitung ab; unfiltrierter Kaffee kann Cholesterinwerte negativ beeinflussen. Trotz der überwiegend positiven epidemiologischen Daten sind zur abschließenden Klärung der Kausalität der Beobachtungen weitere randomisierte kontrollierte Studien notwendig.
Dagegen können Kaffeetrinker mit Typ-2-Diabetes nach akuter Einnahme von Koffein eine um 21 % erhöhte Blutzuckerantwort und um 48 % erhöhte Insulinantwort nach Mahlzeiten aufweisen. Dies könnte die glykämische Kontrolle negativ beeinflussen und Risiken für diabetische Komplikationen erhöhen.
Zudem interagiert Kaffee signifikant mit verschiedenen Medikamenten. Beispielsweise kann Kaffee die Aufnahme von L-Thyroxin (Schilddrüsenhormon) im Darm erheblich verringern, wodurch die Therapie einer Schilddrüsenunterfunktion beeinträchtigt werden könnte. Darüber hinaus beeinflusst Kaffee die pharmakokinetischen Eigenschaften zahlreicher anderer Medikamente, etwa durch Beeinflussung der Arzneimittelabsorption, -verteilung, -metabolisierung oder -ausscheidung. Dies kann klinisch relevante Folgen wie eine gesteigerte therapeutische Wirkung, Therapieversagen oder toxische Reaktionen zur Folge haben.
Koffein, der Hauptwirkstoff von Kaffee, interagiert zudem mit Arzneistoffen wie Donepezil, das bei Alzheimer-Erkrankung verwendet wird. Niedrige Koffeindosen verbessern möglicherweise die antioxidative Wirkung von Donepezil, ohne dessen anticholinesterase Effekt signifikant zu beeinflussen. Höhere Koffeindosen könnten jedoch den therapeutischen Nutzen von Donepezil verringern.
Schließlich ist bekannt, dass der häufig als Antidepressivum verwendete Wirkstoff Fluvoxamin die Clearance von Koffein erheblich verringert, was zu einer verlängerten Halbwertszeit und möglicherweise toxischen Wirkungen bei hohen Koffeindosen führen könnte.

## Geschichte

### Ursprungslegenden, Entdeckung und Etymologie
Die Kaffeepflanze stammt aus Afrika. Einer Legende zufolge soll Mohammed die anregende Wirkung des Kaffees zuerst entdeckt haben, nachdem ihm der Engel Gabriel eine Tasse heißer, dunkler Flüssigkeit dargeboten habe. Laut u. a. Brockhaus wurde der Kaffee allerdings erst zwischen dem 9. und 15. Jahrhundert entdeckt: Nach einer 1671 von Antonius Faustus Naironus (1636–1707) in seinem Buch De saluberrima potione cahve zu Papier gebrachten Legende soll im Jahr 1440 Hirten aus dem im Südwesten des heutigen Äthiopien liegenden Königreichs Kaffa aufgefallen sein, dass ein Teil der Ziegenherde, der von einem Strauch mit weißen Blüten und roten Früchten gefressen hatte, bis in die Nacht hinein munter umhersprang, während die anderen Tiere müde waren. Die Hirten (nach anderer Version ein jemenitischer Hirte) beklagten sich darüber bei Mönchen des nahe gelegenen Klosters. Als ein abessinischer Hirte (dessen Name oft mit Kaldi angegeben wird) selbst die Früchte des Strauchs probierte, stellte er bei sich eine belebende Wirkung fest. Bei Nachforschungen an der Grasungsstelle entdeckten die Mönche einige dunkelgrüne Pflanzen mit kirschenartigen Früchten. Sie bereiteten daraus einen Aufguss und konnten fortan bis tief in die Nacht hinein wach bleiben, beten und miteinander reden und sollen mit der Pflanze dann Handel getrieben haben. Andere Quellen besagen, der Hirte habe die im rohen Zustand ungenießbaren Früchte angewidert ins Feuer gespuckt, woraufhin Düfte freigesetzt wurden; so entstand die Idee des Röstens.
Es wird angenommen, dass die Region Kaffa im Südwesten Äthiopiens das Ursprungsgebiet des Kaffees ist. Dort wurde er im 9. Jahrhundert erwähnt. Von Äthiopien gelangte der Kaffee vermutlich im 14. Jahrhundert durch Sklavenhändler in den Jemen auf der Arabischen Halbinsel. In der heute üblichen Zubereitungsart mit gerösteten, gemahlenen oder zerstampften und gekochten Bohnen wurde er dort aber wahrscheinlich erst ab der Mitte des 15. Jahrhunderts getrunken. Der Kaffeeanbau brachte Arabien eine Monopolrolle ein. Handelszentrum war die jemenitische Hafenstadt Mocha (arabisch المخا, DMG al-Muḫā), auch Mokka genannt.
Vielen Völkern in den Regionen Äthiopiens, in denen der Kaffee wild wuchs, war er als Nutzpflanze früher unbekannt oder er wurde gänzlich anders zubereitet. Die Zubereitungsmethode und Kaffeetradition der Amharen ist wohl die bekannteste im Hochland von Äthiopien, wird aber erst seit Ende des 19. Jahrhunderts praktiziert. Zuvor hatten die christlichen Amharen den Kaffee ebenso wie den Tabak als ein Genussmittel der Muslime abgelehnt. Nach dem Rösten der Bohnen in einer großen Eisenpfanne mahlen die Amharen diese grob oder zerstampfen sie im Mörser. Das Mahlgut wird mit Wasser und Zucker in der sogenannten Jabana, einem bauchigen Tonkrug ähnlich einer Karaffe, aufgekocht und in kleinen Schalen serviert.
Das Wort Kaffee lässt sich bis auf das arabische qahwa zurückverfolgen, das neben „Kaffee“ auch wie ursprünglich „Wein“ bezeichnen kann. Über das Türkische kahve gelangte es ins Italienische (caffè von cahue) und von dort ins Französische, dessen Wortform café ohne große lautliche Änderungen ins Deutsche übernommen und nur in der Schreibweise angepasst wurde. Der vornehmen Gesellschaft von Versailles soll der türkische Gesandte Soliman Aga 1669 erstmals Kaffee serviert haben, die ersten Kaffeehäuser in Deutschland entstanden 1673 in Bremen, 1677 in Hamburg und 1686 in Regensburg.
Im deutschen Sprachraum dominierte anfangs die Wortform Coffee aus dem Englischen oder Niederländischen, erst im Laufe des 18. Jahrhunderts setzte sich Kaffee nach dem französischen café durch. Die Wortähnlichkeit von „Kaffee“ und der äthiopischen Region Kaffa bietet keine plausible Etymologie.
Von Johann Wolfgang von Goethe stammte die Idee, man solle die Bohnen destillieren. Beim Umsetzen des Gedankens entdeckte der Chemiker Friedlieb Ferdinand Runge das Coffein.

### Osmanisches Reich

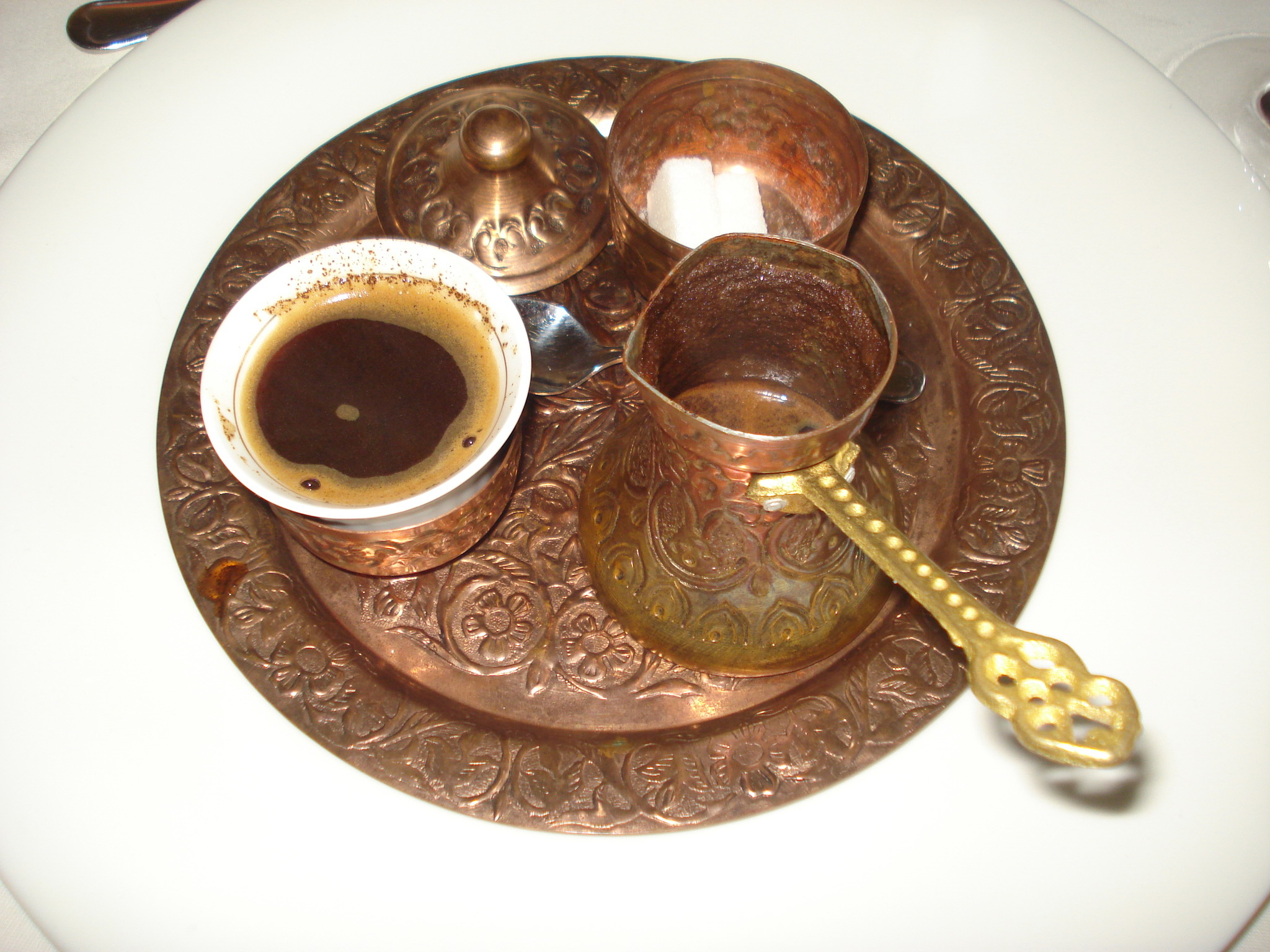
Türkischer Kaffee traditionell serviert

Im 16. Jahrhundert eroberte der Kaffee das persische Safawiden-Reich sowie das Osmanische Reich. Um 1511 entstanden in Mekka die ersten Kaffeehäuser, die nachfolgend für einige Zeit aufgrund eines mit schweren Strafen belegten Kaffeeverbotes wieder geschlossen wurden. Für Kairo ist das Getränk erstmals 1532 verbürgt, daneben verbreitete es sich in Syrien und Kleinasien. Einen besonderen Aufschwung nahm der Kaffeekonsum nach der osmanischen Annexion des Jemen und der gegenüberliegenden Küste im Jahre 1538. 1554 schließlich wurde – nach heftiger Opposition des islamischen Klerus wie auch der staatlichen Gewalten – das erste Kaffeehaus in der Hauptstadt Istanbul eröffnet. Murad III. erließ Ende des 16. Jahrhunderts ein Kaffeeverbot, welches jedoch zunächst nur wenig kontrolliert wurde. Erst unter Murad IV. wurden Kaffeehäuser niedergerissen und Kaffeetrinker starker Verfolgung ausgesetzt. Kaffeehaus-Besitzer tarnten ihre Lokale deshalb bisweilen als Barbierläden. Endgültig anerkannt wurde das Getränk schließlich im Zuge der Reformpolitik der Tanzimat ab 1839.

### Europa
Der Augsburger Arzt Leonhard Rauwolf lernte schon 1573 in Aleppo den Genuss des laut Rauwolf von den Einwohnern Aleppos „Chaube“ genannten Kaffee-Getränks kennen und berichtete 1582 darüber. Weitere Nachrichten über den Kaffee gelangten durch Prospero Alpino 1592 nach Italien. 1645 verfügte Venedig, 1650 Oxford und 1652 London über Kaffeehäuser. In Frankreich entstanden um 1659 solche Einrichtungen in Marseille. 1672 eröffnete ein Armenier in St. Germain eine Kaffeebude. Als erstes Pariser Café gilt das Café Procope, das um 1689 von dem Sizilianer Francesco Procopio dei Coltelli eröffnet wurde.
Die Verbreitung des Kaffees als Genussmittel in Europa ging im 17. Jahrhundert vor allem vom Hof Ludwig XIV. und Ludwig XV. in Paris aus. Das Luxusgut wurde dort heiß und gezuckert getrunken.
Die wesentliche Verbreitung des Kaffees erfolgte durch die Etablierung der zunächst im 16. Jahrhundert von den Arabern, dann von den Osmanen und schließlich im 17. Jahrhundert in Europa eingerichteten Kaffeehäuser. Das erste Wiener Kaffeehaus eröffnete 1685. Es war ein Armenier namens Johannes Theodat, der 1685 von den Stadtoberen das Privileg erhielt, 20 Jahre lang als einziger Händler der Stadt Kaffee als Getränk verkaufen zu dürfen. Dass der Pole Georg Franz Kolschitzky mit 500 Sack Kaffee, die durch den Sieg über die Türken vor Wien 1683 erbeutet worden wären, das erste Kaffeehaus eröffnet hätte, ist ins Reich der Legenden zu verweisen. Der Piarist Gottfried Uhlich setzte diese 1783 in seiner Chronik Geschichte der zweyten türkischen Belagerung Wiens, bey der hundertjährigen Gedächtnißfeyer in die Welt.
In den deutschen Sprachraum war der Kaffee bereits vorher gelangt. 1673 wurde in Bremen dem Jan Jantz. Huesden eine Ausschankgenehmigung für „Coffi, Potasie und Schokelati“ erteilt. In Hamburg eröffnete 1677 ein Engländer ein Kaffee- und Teehaus nach Londoner Vorbild, nachdem bereits erstmals 1668 Kaffee im Eimbeckschen Haus ausgeschenkt worden sein soll. Bald folgte ein niederländischer Konkurrent, und 1694 gab es in Hamburg bereits vier Kaffeehäuser. 1686 folgte Regensburg und 1694 Leipzig. 1697 entstand das Kaffeehaus im Bremer Schütting. Im selben Jahr gründete der Beutetürke Mehmet Sadullah Pascha, 1695 getauft im Juliusspital auf den Namen Johann Ernst Nicolauß Strauß, ein Kaffeehaus in Würzburg. 1675 kannte man Kaffee bereits am Hofe des Großen Kurfürsten in Berlin; im Jahre 1703 soll in Augsburg, 1712 dann in Stuttgart das erste Kaffeehaus errichtet worden sein; in Berlin schließlich wurde 1721 das erste Kaffeehaus eröffnet.
Im 17. Jahrhundert wurde die Kaffeepflanze in niederländischen Kolonien wie Java verbreitet, das damals Batavia hieß, und sicherte den Vereinigten Niederlanden eine Vormachtstellung im Handel. Schnell breitete sich der Kaffeekonsum in immer weitere Gesellschaftskreise aus. Der Kaffeeimport und seine Regulierung erlangten insbesondere im merkantilistischen Wirtschaftssystem große Bedeutung. So verbot Friedrich II. 1766 die private Einfuhr und den privaten Handel mit Kaffee. Lediglich der preußische Staat durfte mit Kaffee handeln. Dadurch sollte der Abfluss des Kapitals ins Ausland unterbunden und die Staatskasse gefüllt werden. Das Verbot machte allerdings den Schmuggel von Kaffeebohnen lukrativ. 1781 wurde in Preußen auch das Rösten des Kaffees für Privatleute verboten. Zur Überwachung dieses Verbots wurden sogenannte „Kaffeeriecher“, ehemalige französische Soldaten, eingestellt. Diese sollten in den preußischen Kommunen die illegale Kaffeerösterei durch ihren Geruchssinn feststellen. 1787, also nach dem Tod Friedrichs, schaffte sein Nachfolger die Kaffeeriecher und damit das staatliche Kaffeemonopol wieder ab. Es hatte sich die Einsicht durchgesetzt, dass auch eine extrem hohe Besteuerung nicht den Schaden ausgleichen konnte, den der Kaffeeschmuggel für die Staatskasse bedeutet hatte.

### Verbreitung der Kaffeepflanze
Waren die Kaffeepflanzen zunächst nur in Afrika und Arabien verbreitet, so kam man bald auf die Idee, sie in anderen geeigneten Regionen zu kultivieren. Die erste Anpflanzung außerhalb Afrikas und Arabiens geschah durch Joan van Hoorn, der als Gouverneur von Niederländisch-Indien 1690 (nach anderen Quellen bereits 1658) in Ceylon und 1696 (oder 1699) auf Java erste Versuche anstellen ließ. Die dort verwendeten Pflanzen stammten aus Arabien. Von diesen Plantagen gelangten 1710 mehrere Exemplare nach Europa und wurden hier in mehreren botanischen Gärten kultiviert, zum Beispiel in Amsterdam, wo erstmals ein Kaffeestrauch auf europäischem Boden gezogen wurde.
1718 brachten die Holländer den Kaffee nach Surinam, die Franzosen 1725 nach Cayenne, 1720/1723 nach Martinique, 1730 nach Guadeloupe, und durch die Portugiesen gelangten 1727 die ersten Kaffeepflanzen nach Brasilien. Bereits gegen Ende des 18. Jahrhunderts gehörte der Kaffee zu den am weitesten verbreiteten Kulturpflanzen in den Tropen. Dies ist auch auf die Ausbreitung der europäischen Kolonien zurückzuführen, ohne welche die heutige weltweite Verbreitung des Kaffees nicht zu verstehen ist.
Auf den lateinamerikanischen und karibischen Kaffeeplantagen wurden bis zur allmählichen Abschaffung der Sklaverei und des Sklavenhandels afrikanische Sklaven ausgebeutet. Die Lebensbedingungen der Kaffeepflanzer in Niederländisch-Ostindien beschrieb der niederländische Autor Eduard Douwes Dekker in seinem Werk Max Havelaar. Schließlich exportierten die Europäer den aus den Überseekolonien bezogenen Kaffee sogar in das Osmanische Reich, von wo aus er ursprünglich seinen Siegeszug um die Welt angetreten hatte; dementsprechend ging dort der Anteil jemenitischen Kaffees zurück.

### Genuss

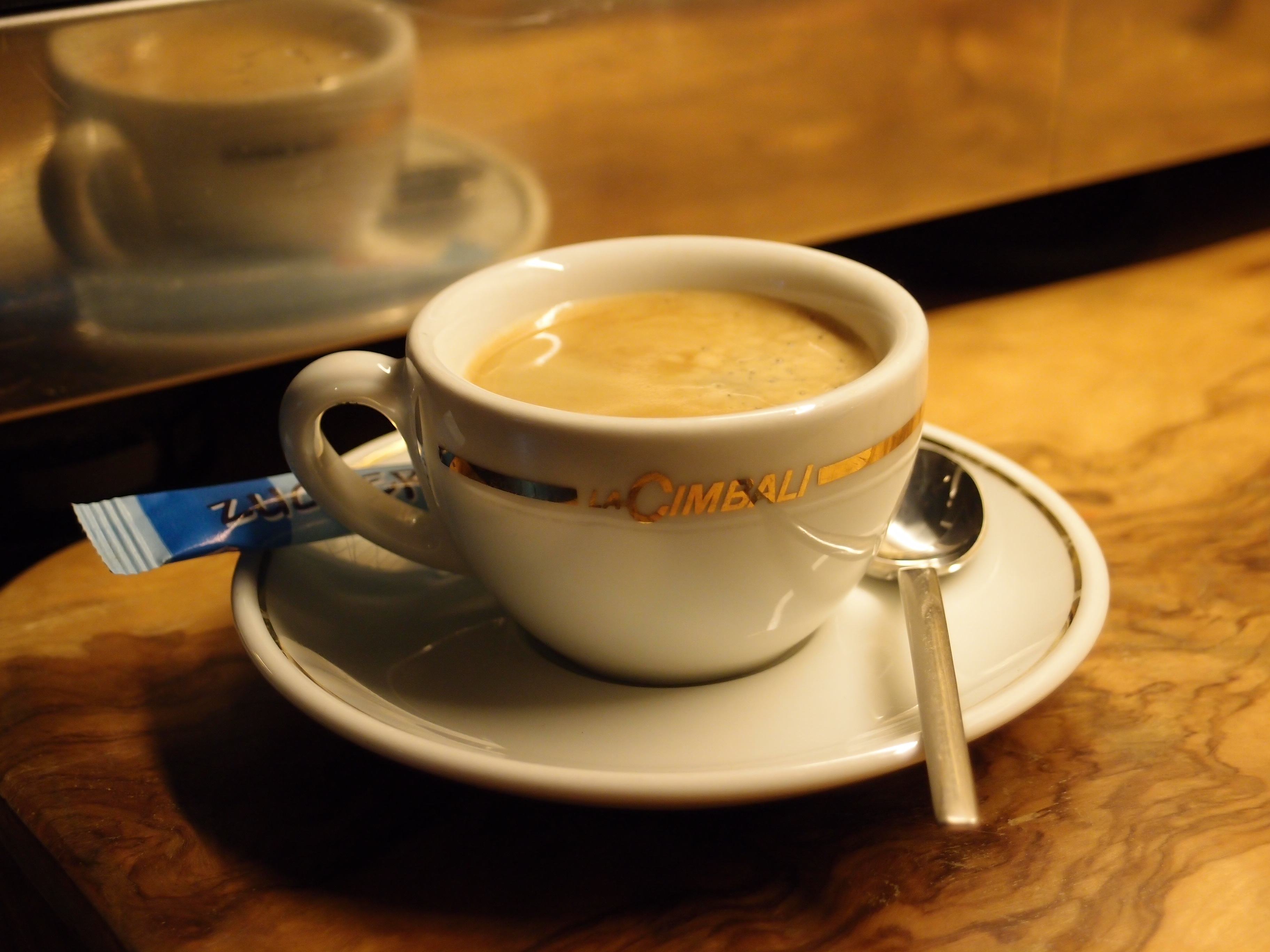
Eine Tasse Espresso

Ursprünglich konnten sich nur gut situierte Bürger und Aristokraten das aromatische Getränk leisten. Von ärmeren Bevölkerungsschichten und in Krisenzeiten wurde der Kaffee durch kaffeeähnliche Getränke wie Muckefuck, Malzkaffee, Stragelkaffee oder Zichorie ersetzt. Der nur noch wenig verbreitete Ausdruck „echter Bohnenkaffee“ entstand zur Abgrenzung gegenüber ebenfalls als Kaffee bezeichneten Ersatzprodukten.
In einigen Ländern ist das nachmittägliche Kaffeetrinken etabliert. Das Trinken von Kaffee ist aber auch bei oder nach anderen Mahlzeiten üblich. Spätestens seit 1733 war das Kaffeetrinken in Deutschland verbreitet. In den ärmeren Bevölkerungsschichten blieb das Getränk aber lange etwas Besonderes. Er wurde Besuchern im speziellen Kaffeegeschirr vorgesetzt, blieb Sonntagsgetränk und Bestandteil von Festmahlzeiten. Das Motto „Hier können Familien Kaffee kochen“ war im 19. Jahrhundert im Berliner Raum und bald auch anderswo mit dem sonntäglichen Ausflug ins Grüne verknüpft.Anm.:

### Literatur und Kunst

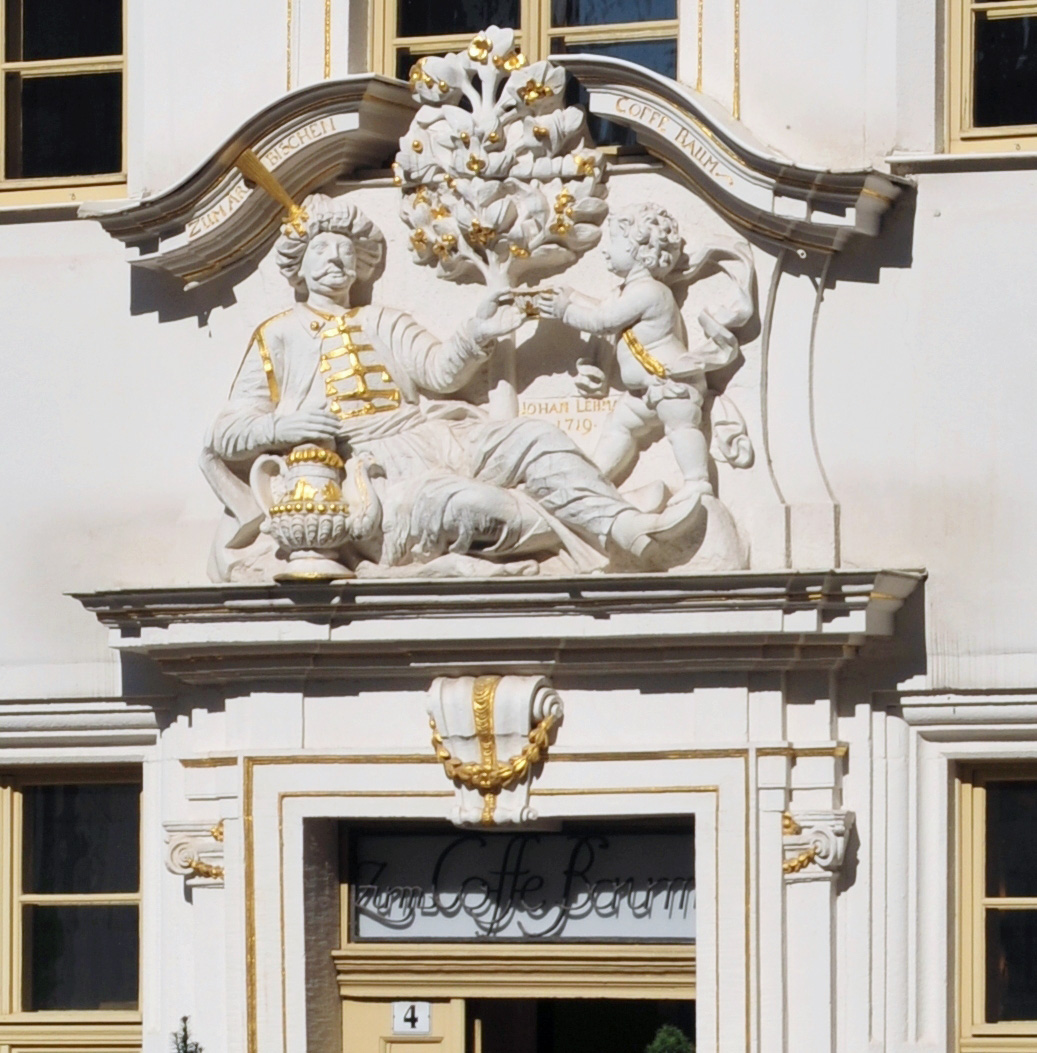
Kaffeebaum Leipzig, Portalrelief

#### Kaffeepflanzen

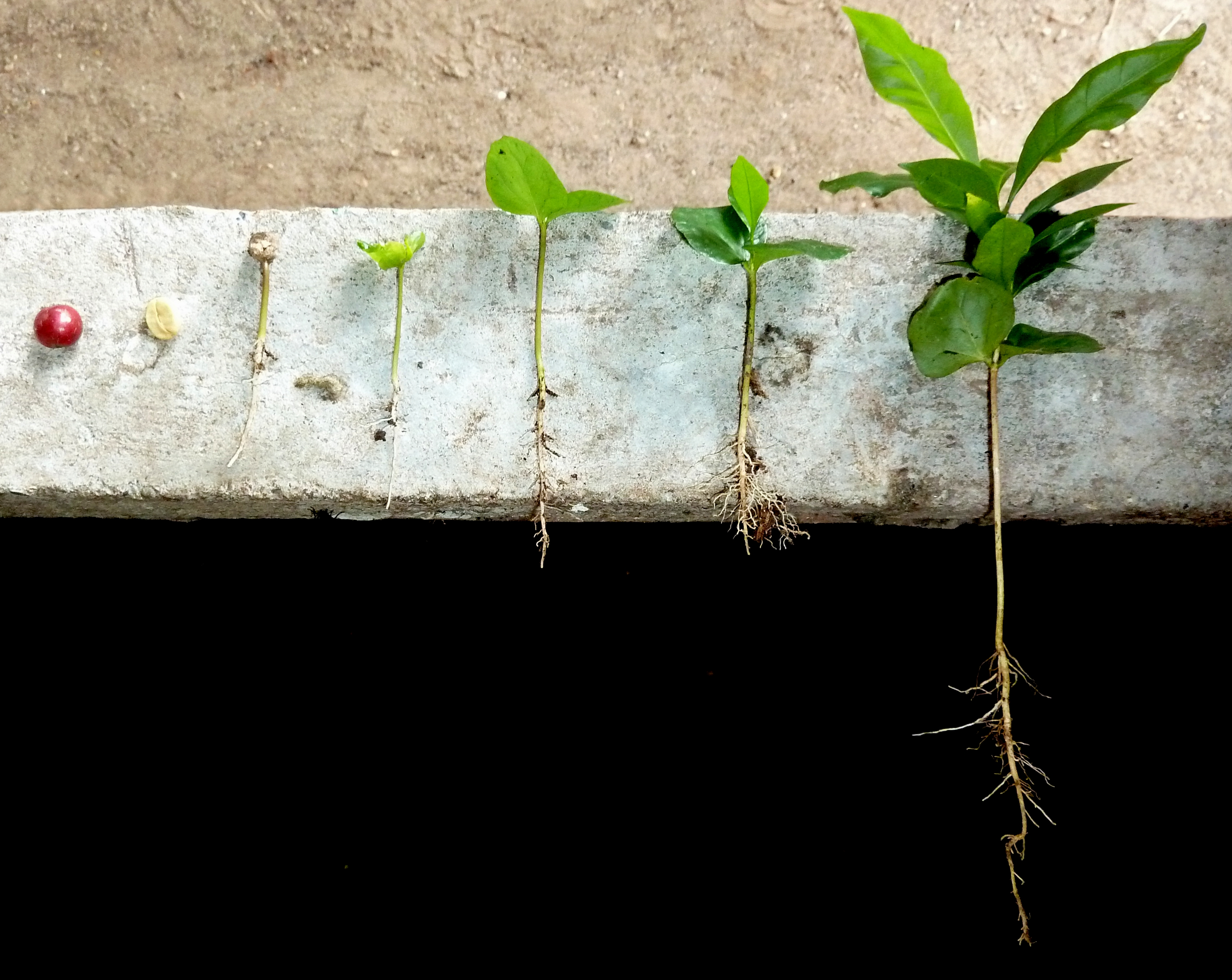
Kaffee von der Frucht zur Pflanze

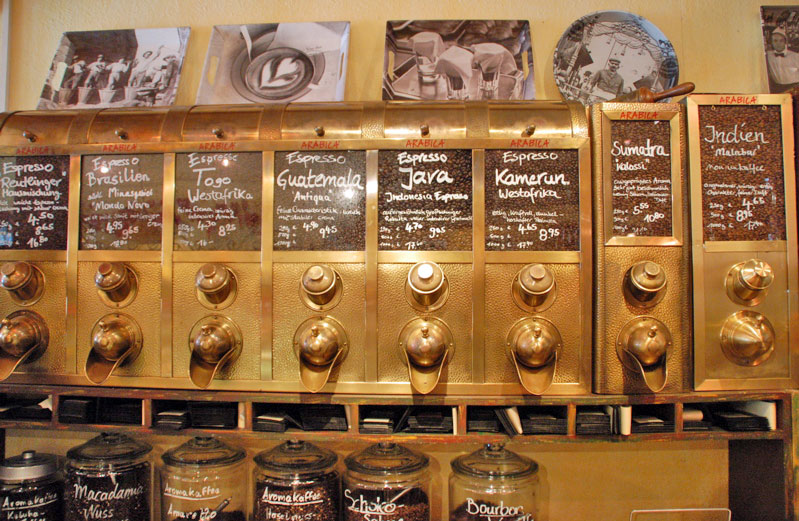
Kaffeegeschäft in Reutlingen, Deutschland

#### Klima

Kaffeeanbaugebiete der 14 größten Kaffeeproduzenten der Welt:
1. 00710E Robusta-Kaffee, #EBFFB4 Arabica-Kaffee, #98F77D beide Arten

#### Vermehrung und Pflege

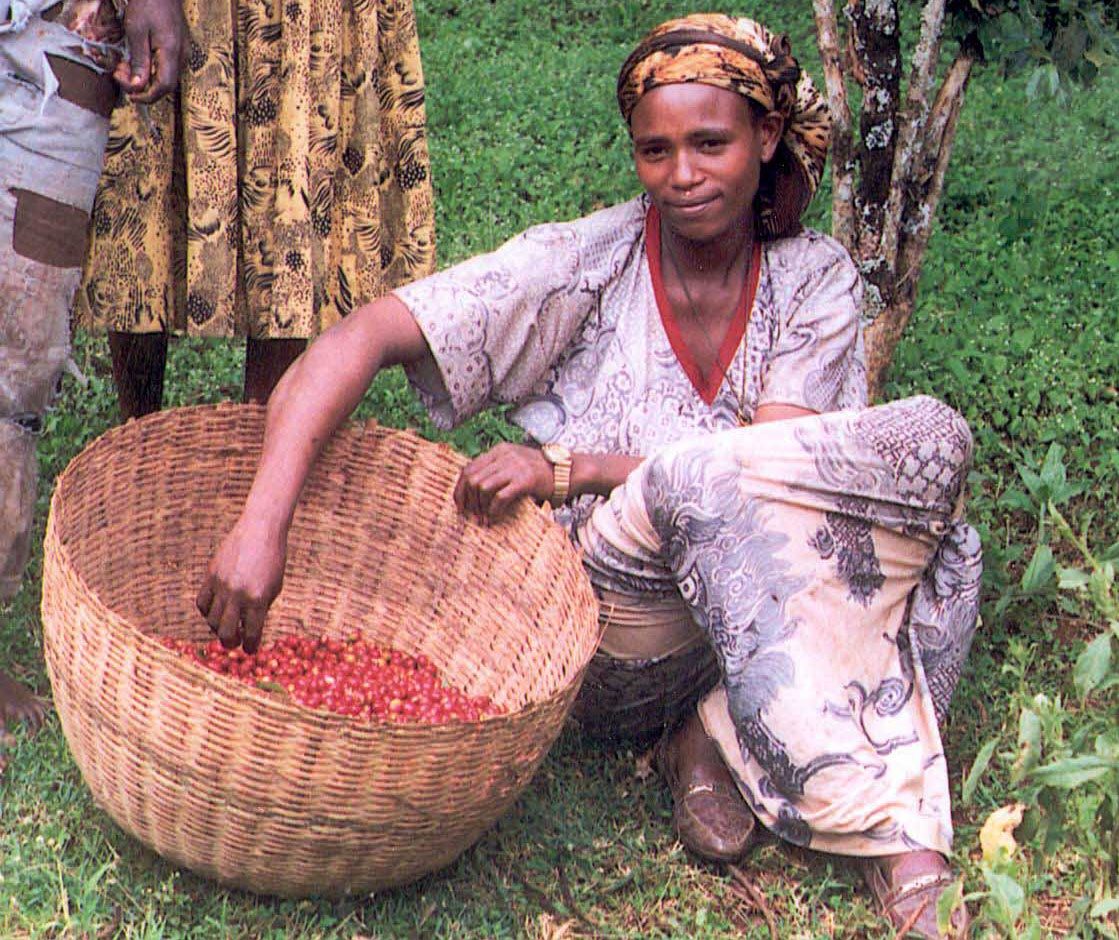
Kaffeeernte in Äthiopien

### Ernte

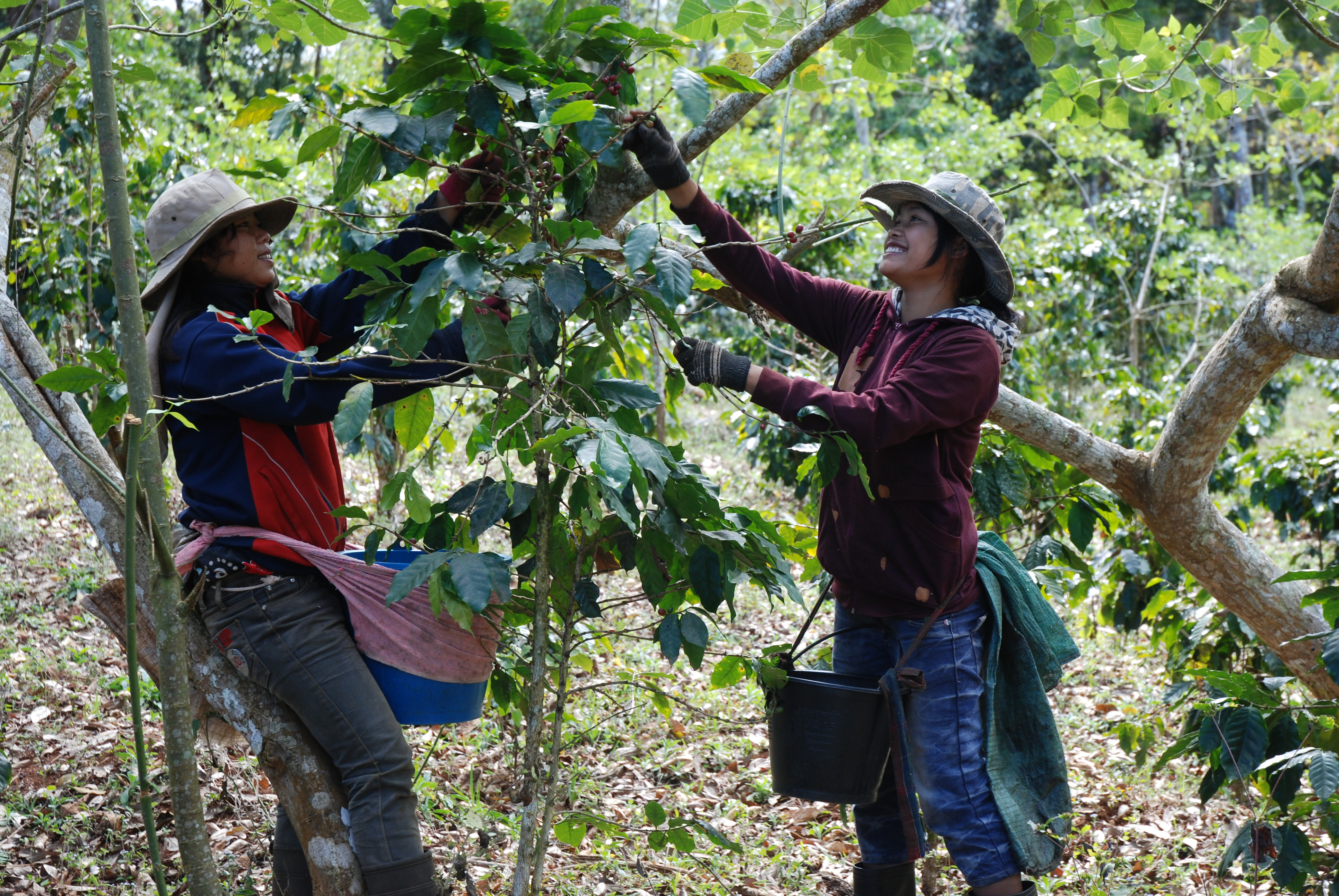
Kaffeeernte in Laos

### Aufbereitung

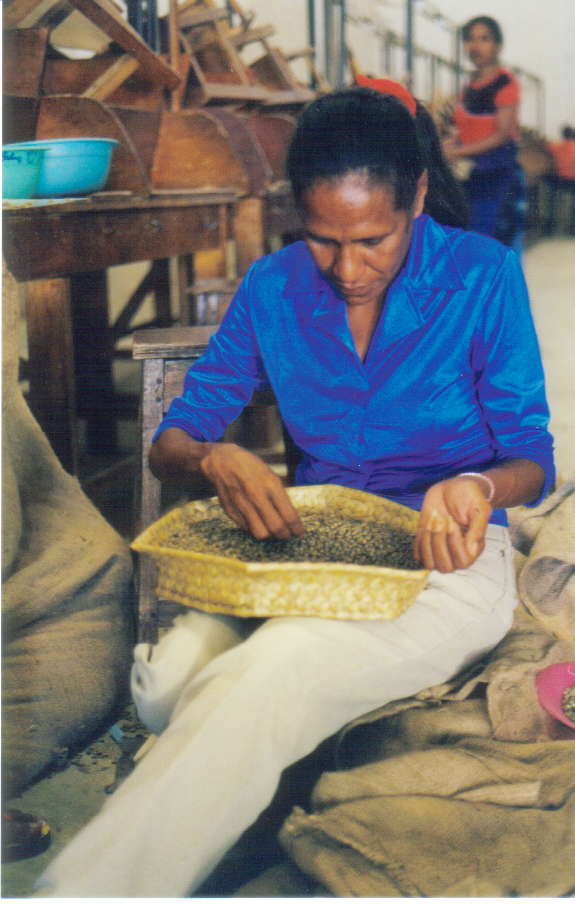
Kaffeesortiererin in Dili, Osttimor

#### Reinigen

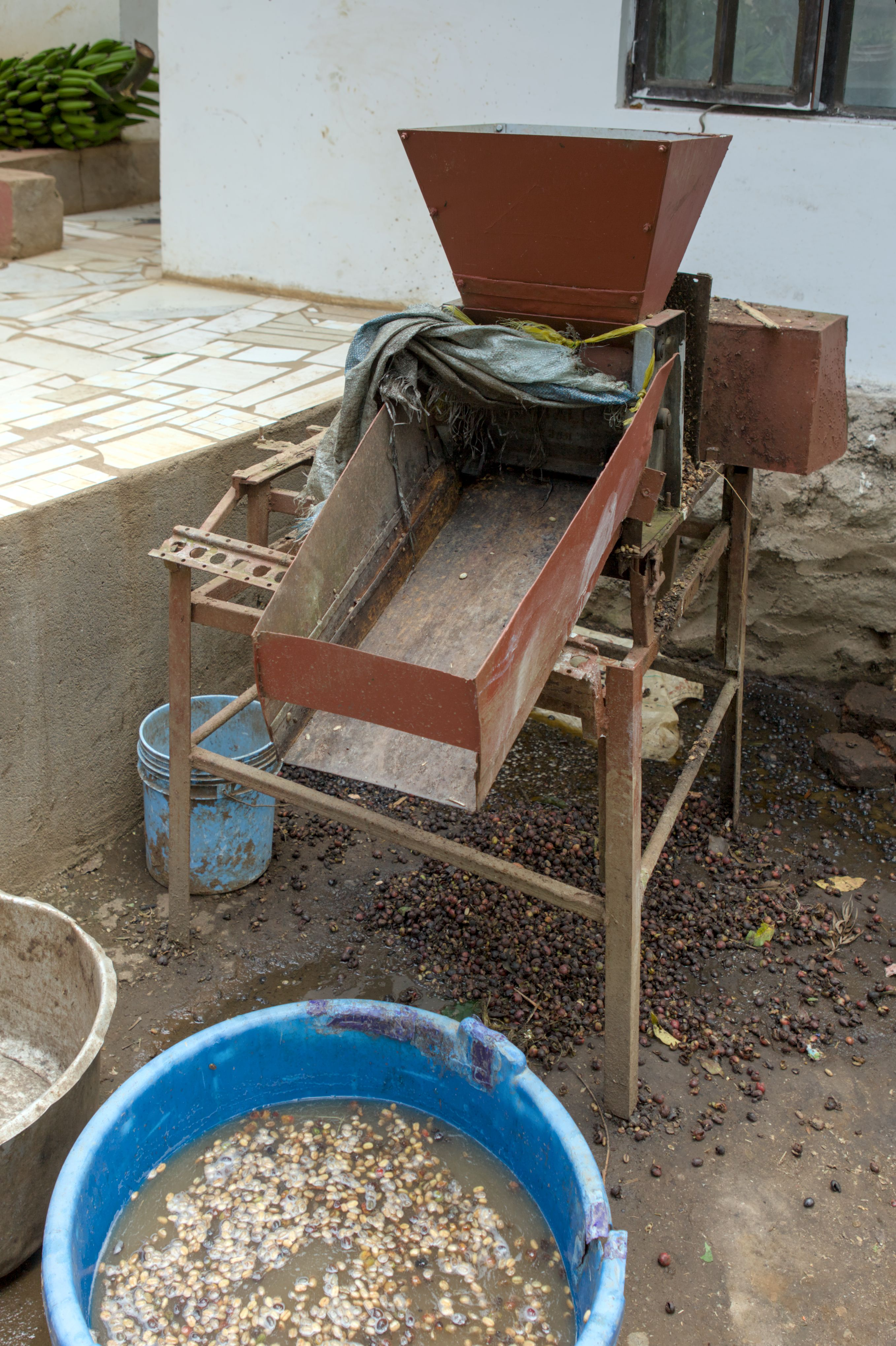
Kaffee-Entfleischungs-Maschine
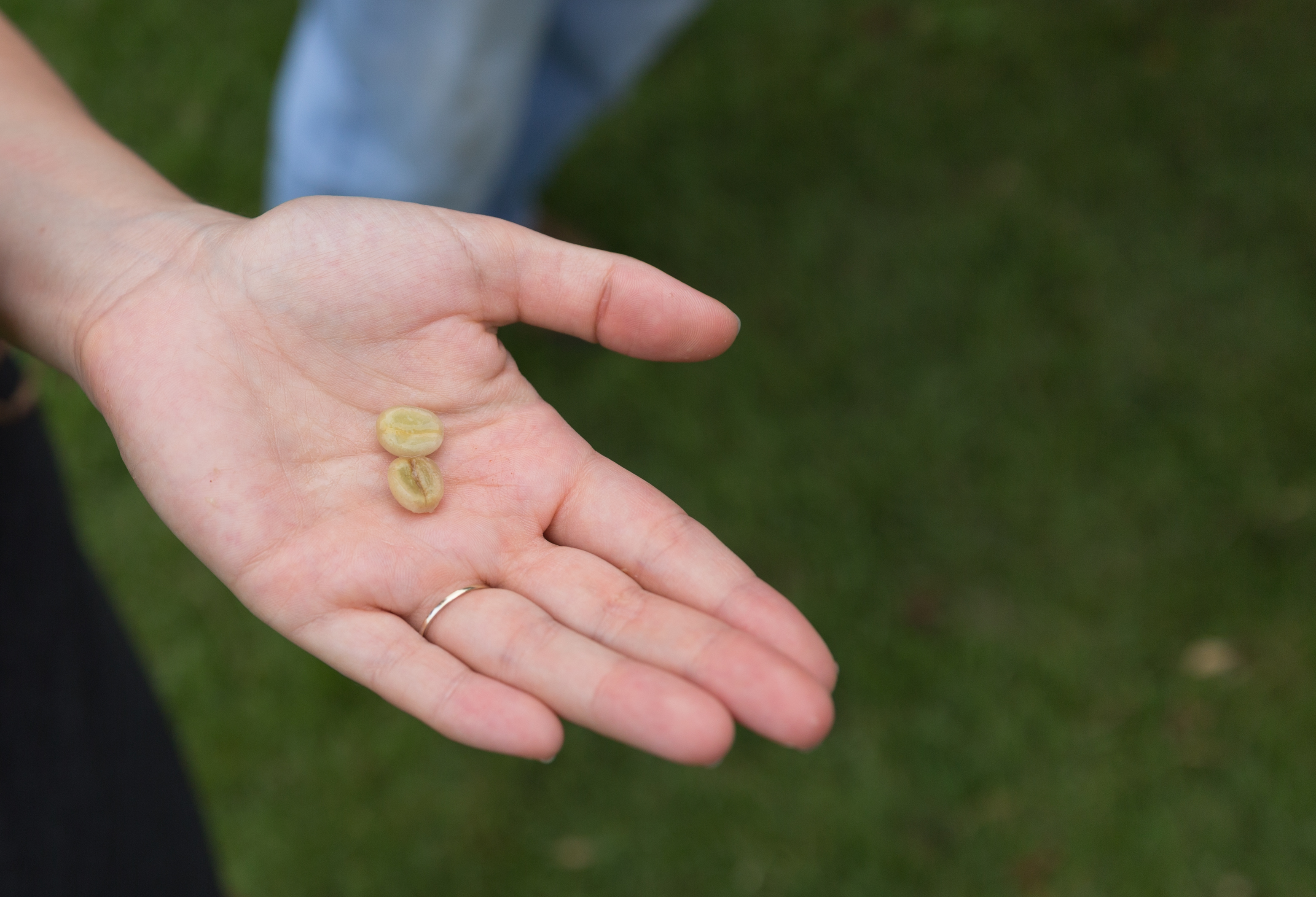
Frisch geschälte Kaffeebohnen mit klebrigem Pergamenthäutchen
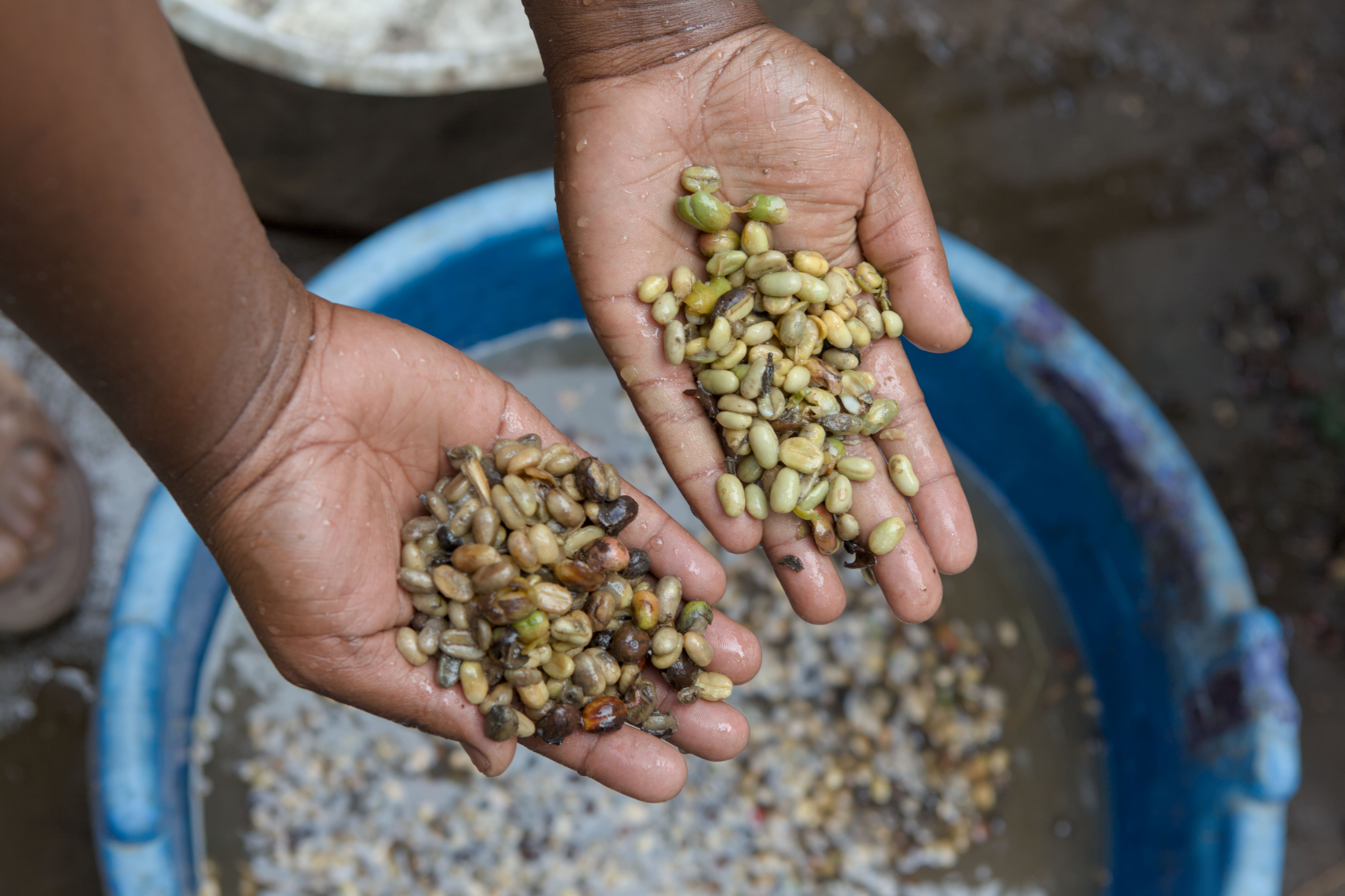
Qualitätsvergleich: hochwertige Bohnen (rechts) und unreife, minderwertige Bohnen (links) nach der Wasserseparation
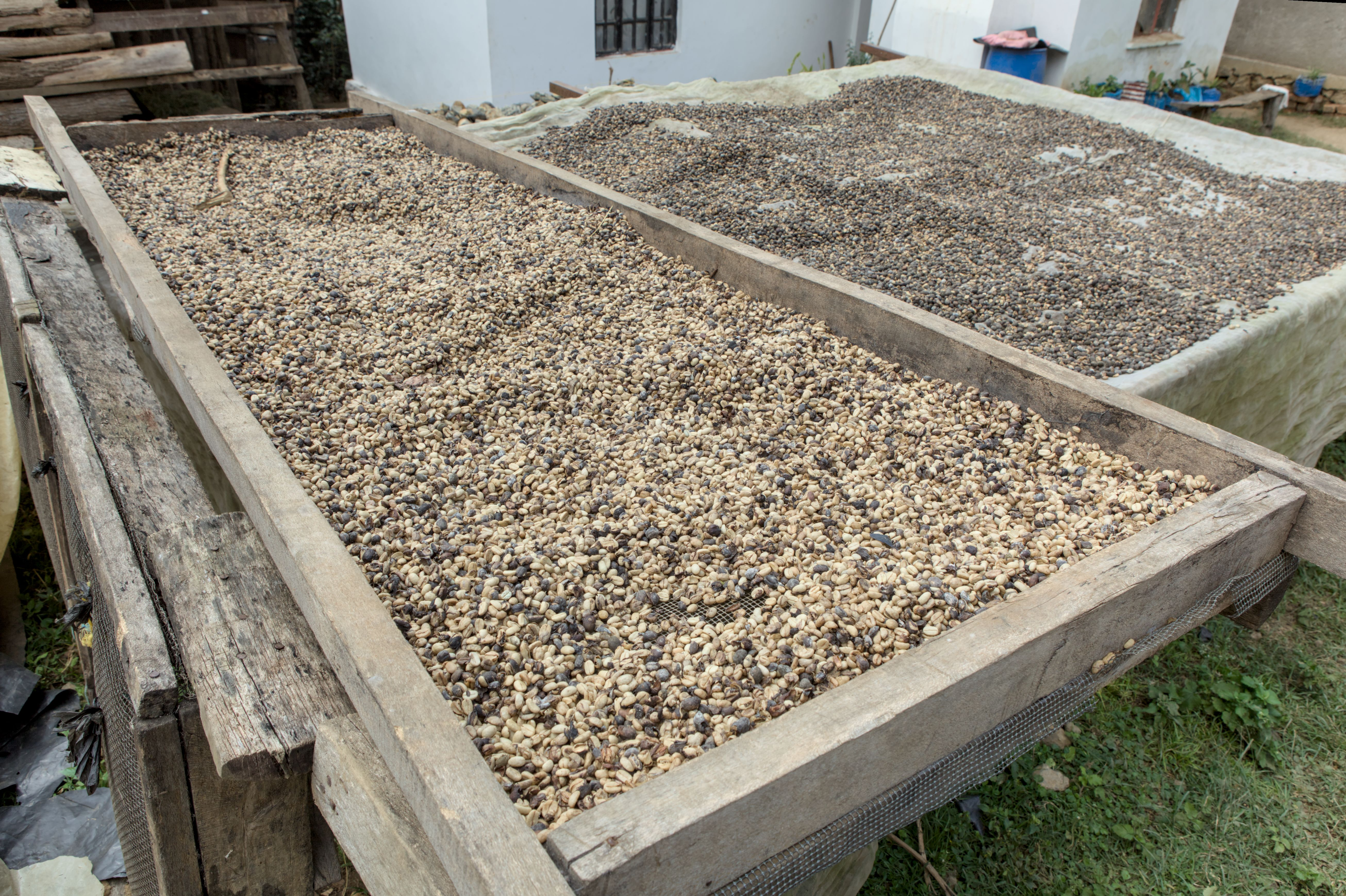
Bohnen minderer Qualität
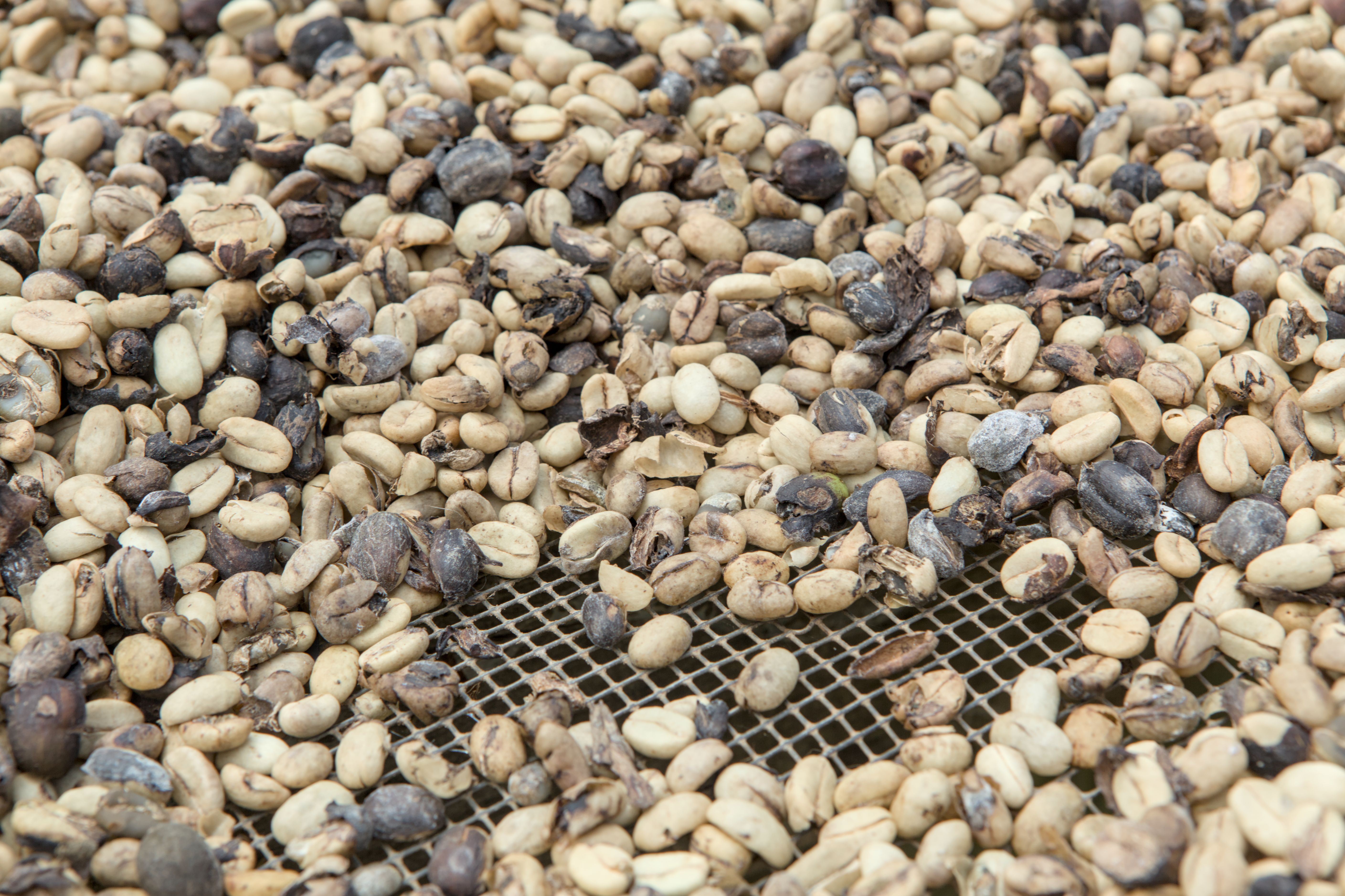
Aussortierte schlechte Kaffeebohnen
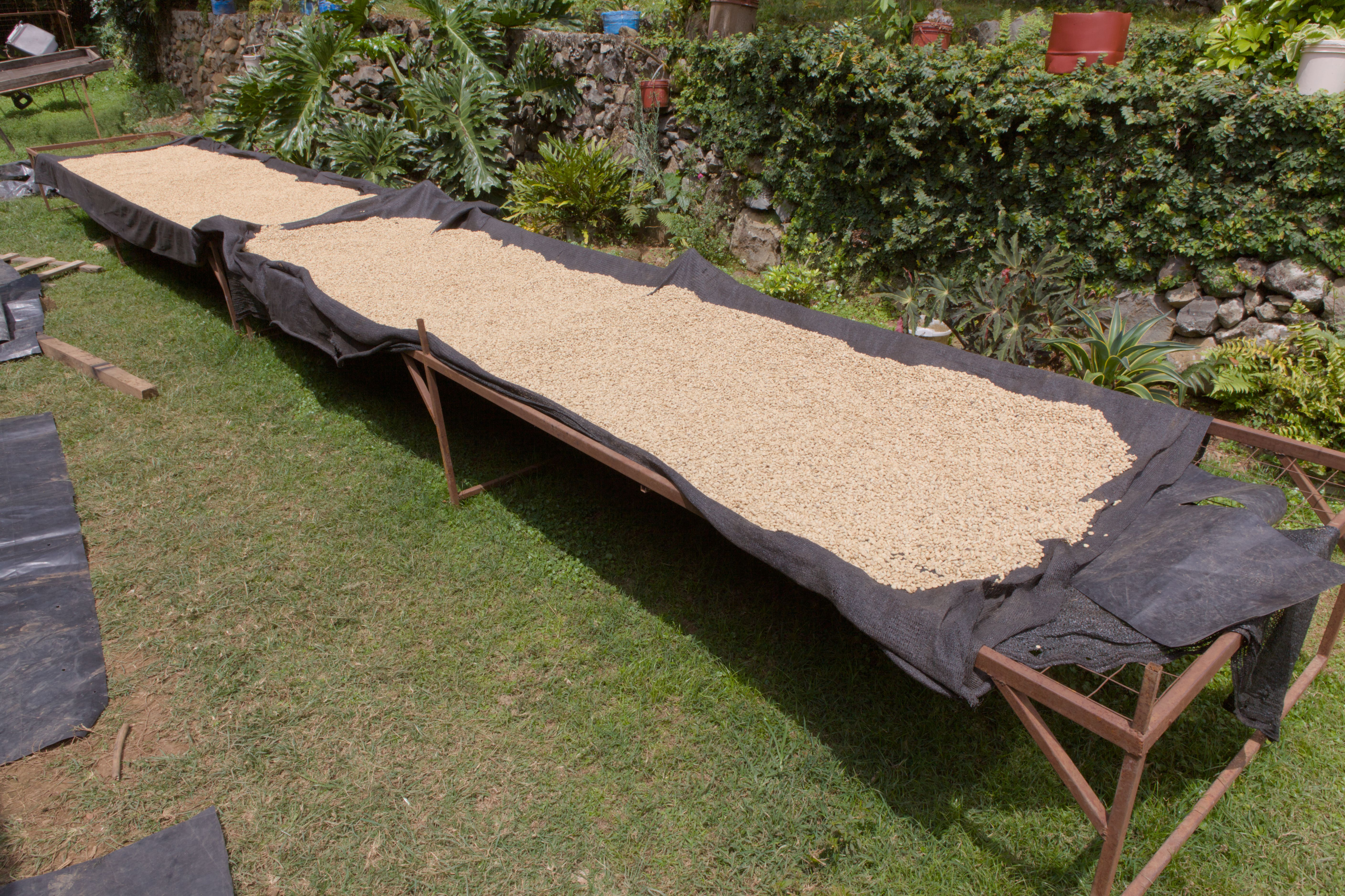
Bohnen hoher Qualität beim Trocknen
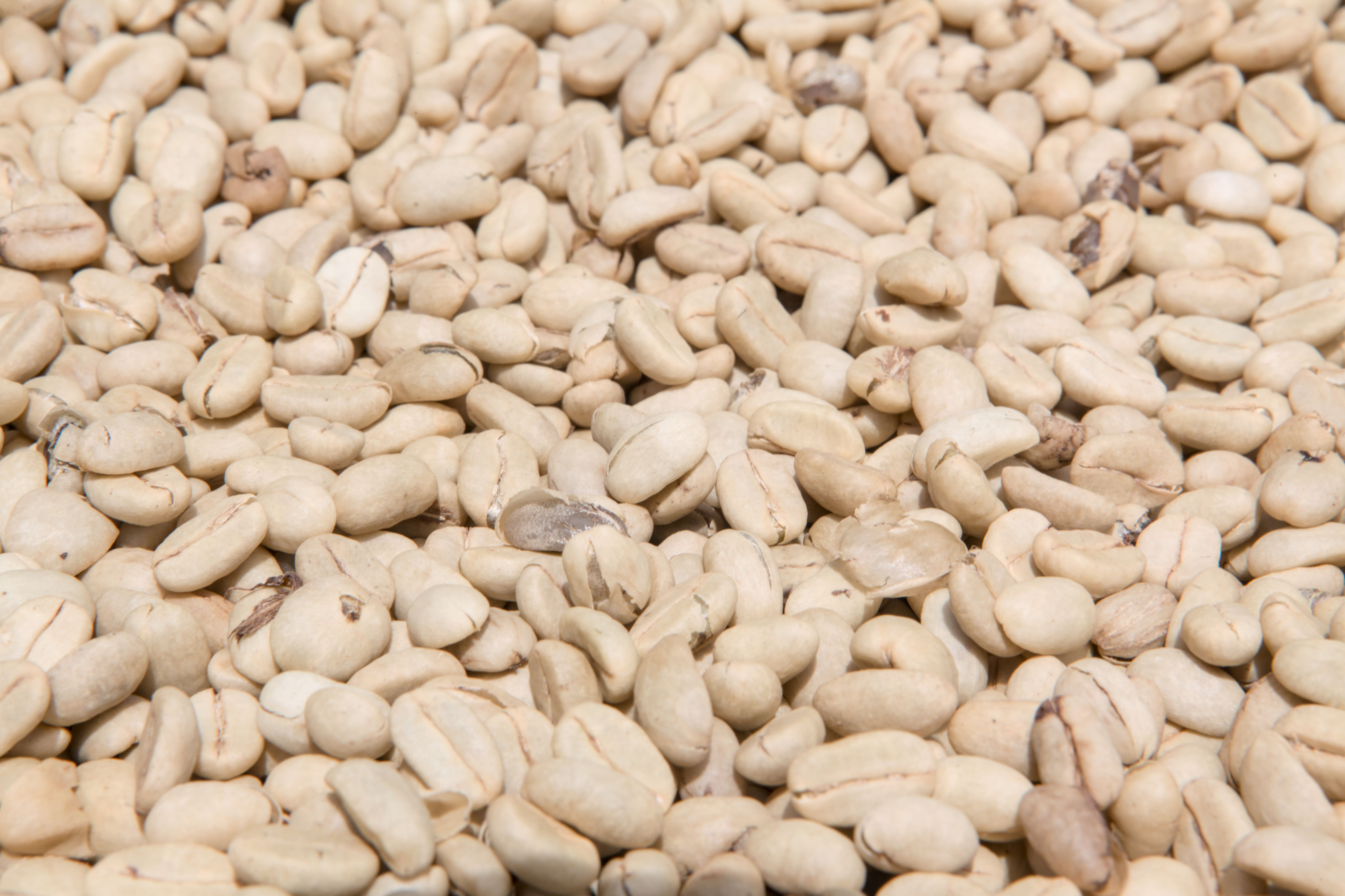
Sortierte hochwertige Kaffeebohnen, Detailansicht

### Rösten

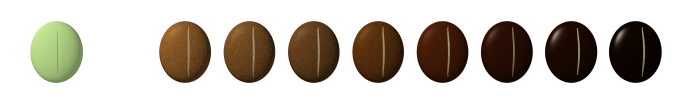
Unterschiedliche Röststufen – von ungeröstet bis zur Italienischen Röstung

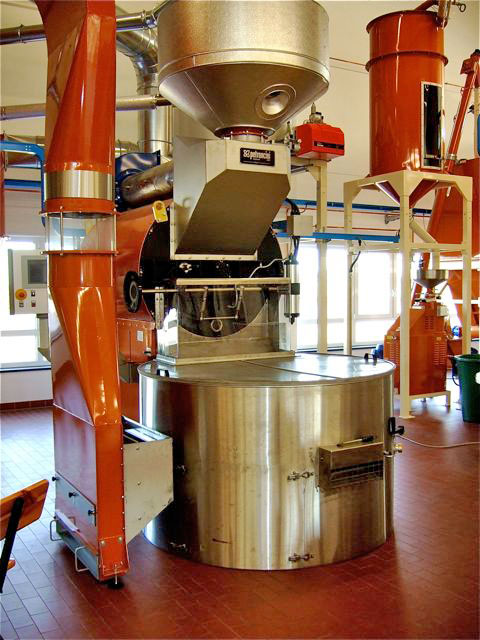
Kaffeeröster in einem mittelständischen Betrieb. Kapazität des Rösters zirka 100 kg pro Ansatz.

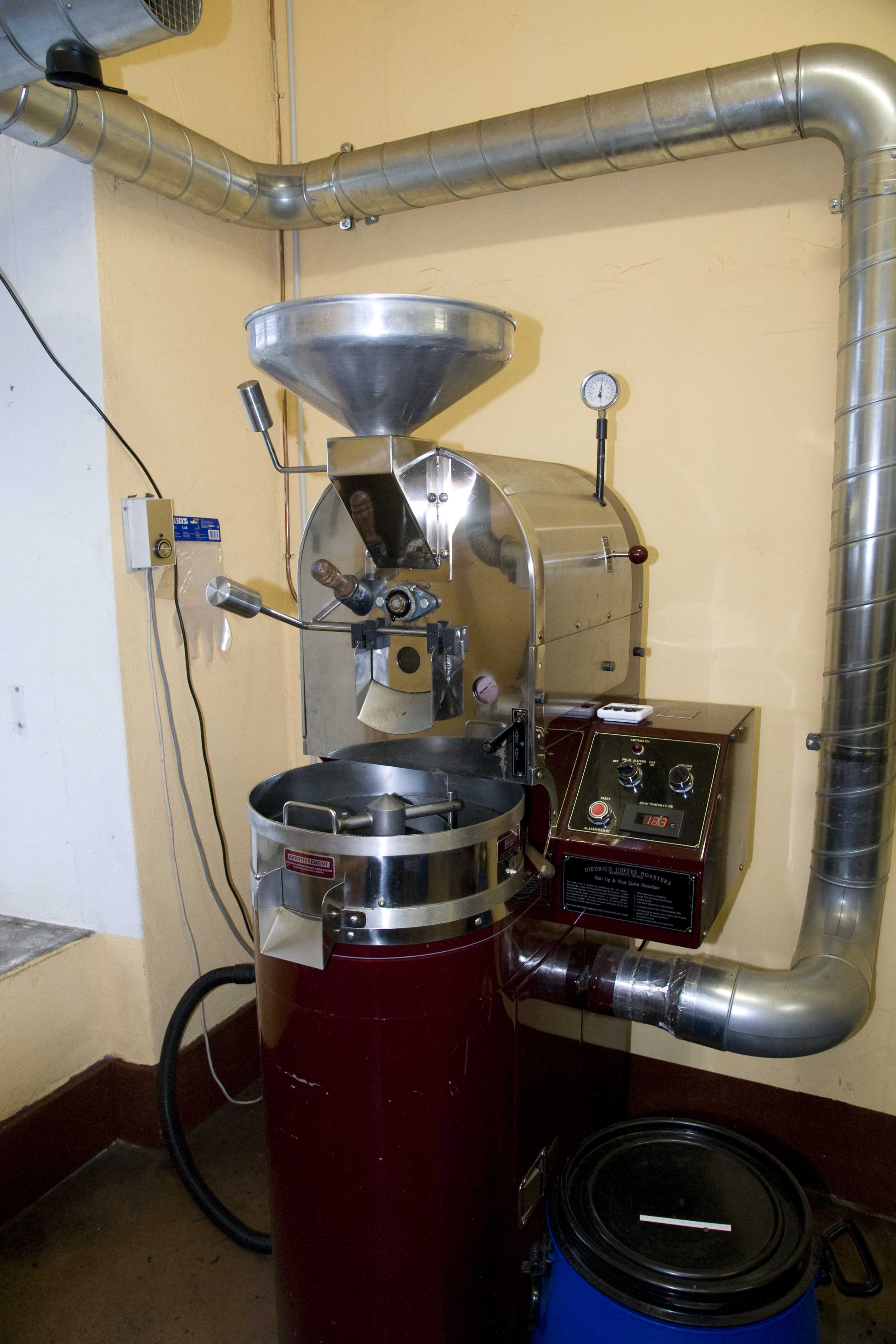
Trommelröstmaschine in Kleinrösterei

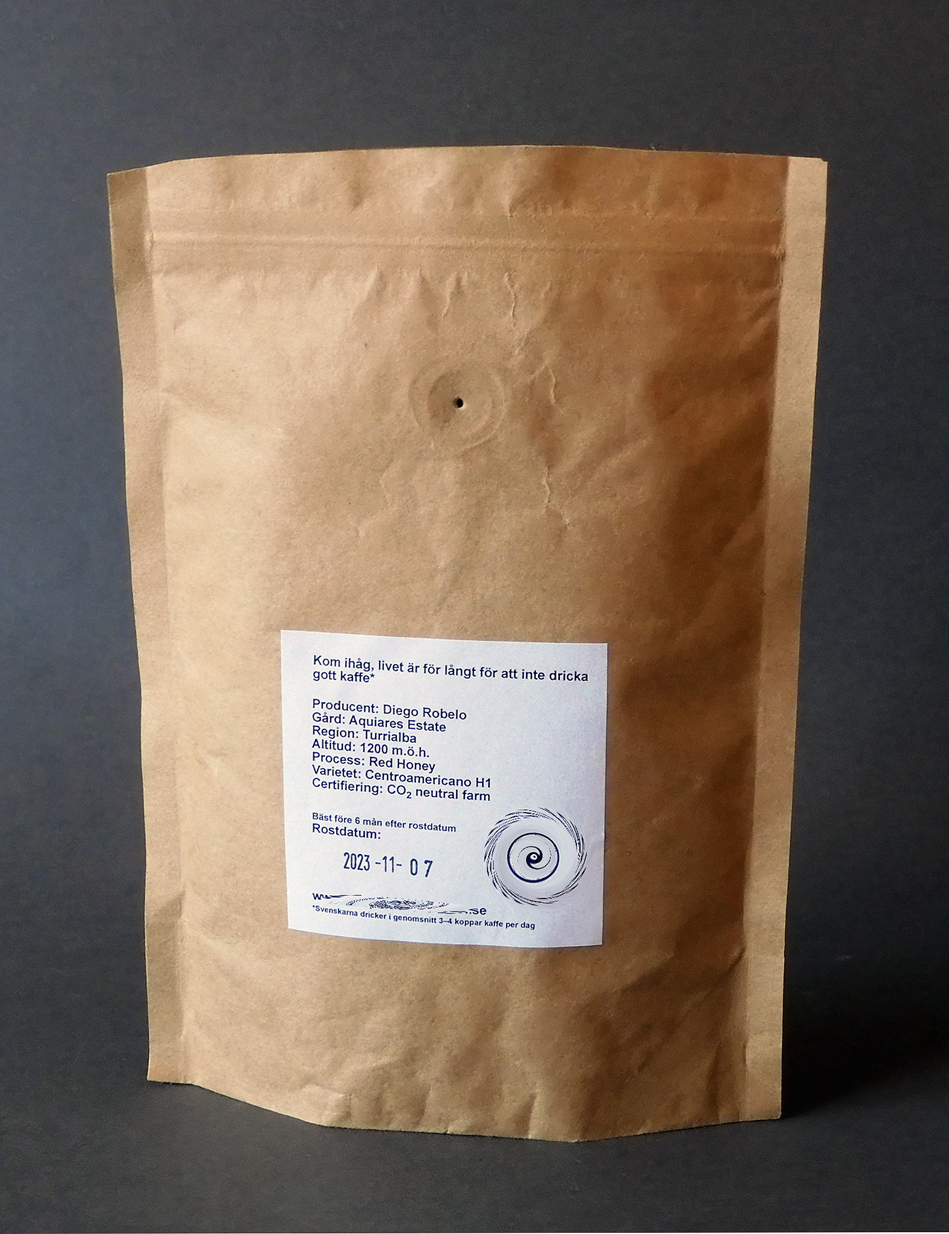
Spezialbeutel für Kaffee mit Schnellverschluss und Einwegventil, das ein Ausgasen des frischen Kaffees zulässt, dabei jedoch das Eindringen von Sauerstoff in den Beutel vermeidet, was ansonsten zur Oxidation der Bohnen führen würde